# Речевое поведение

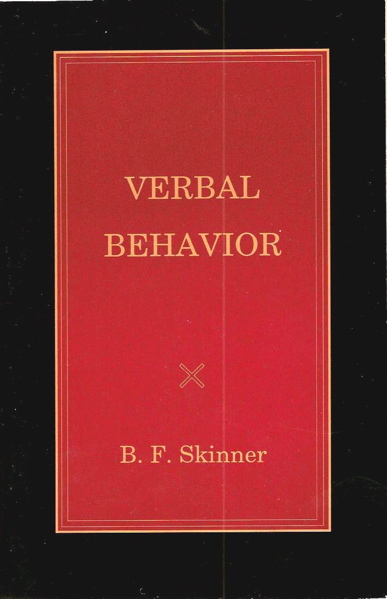
Обложка книги Б. Ф. Скиннера. 1957год.

Прикладное речевое поведение (англ. applied verbal behavior) — метод анализа поведения, ставящий целью научить ребёнка владению речью, который часто используется в работе с детьми, имеющими расстройства аутистического спектра.
Метод основан на работах психолога-бихевиориста Б. Ф. Скиннера, который определял речь как вербальные действия, имеющие различные функции, вызываемые различными стимулами, и усиливаемые различными факторами. К речевому поведению также относят невербальные формы коммуникации, такие как жесты, письмо, изолированные звуки и выражение мыслей с помощью картинок или символов.
Скиннер выделил несколько видов вербальных оперантов (множеств речевых действий, определяющихся их последствиями):
- МАНД (mand; command + demand) — вербальное действие, вызываемое мотивационными стимулами, и усиливаемое получением этих стимулов, то есть просьба.
- ТАКТ (tact) — вербальное действие, вызываемое невербальным стимулом, и усиливаемое социальным стимулом, то есть комментирование, поименование.

Вербальные действия, вызываемые другим вербальным стимулом, и усиливаемое социальным стимулом:
- Дублирование (duplic) — вербальное действие точно повторяет вербальный стимул, то есть повторение, имитация.
- Кодирование (codic) — преобразование вербального стимула из произнесенного в написанный, или из написанного в произнесенный (например, чтение вслух).
- Интра-вербализация (intra-verbal) — вербальное социальное взаимодействие, то есть разговор, или ответы на вопросы.

В другом переводе:
- повелительный (побудительный);
- именительный;
- эхотический;
- текстуальный и транскриптивный;
- интервербальный

## Обучение речевому поведению
Освоение речи происходит в следующей последовательности: высказывание просьб — наименование объектов — повторение за учителем — участие в разговоре. Использование мотивационных стимулов (то есть просьб) помогает развить чувствительность к социальным поощрениям, а значит, и последующие навыки.
Метод прикладного речевого поведения во многом сходен с методом отдельных попыток, но между ними есть важные различия:
- в методе прикладного речевого поведения взрослый, проводящий вмешательство, сам становится обобщенным условно подкрепляющим стимулом (удовольствие от взаимодействия)
- тренировка проводится в естественной среде
- основная программа — Оценка языковых навыков и навыков научения (Assessment of Basic Language and Learning Skills)

В прикладном анализе поведения для развития речевого поведения также используется специализированная коммуникационная система PECS (Picture Exchange Communication System), основанная на манипуляции со специальными карточками-картинками. Она зарекомендовала себя как эффективный инструмент преодоления трудностей коммуникации при задержке и нарушениях речевого развития. Обучение PECS оказывает благотворное влияние не только на развитие коммуникативных навыков как таковых, но также способствует развитию речи.